# Pseudomesochra meridianensis
Pseudomesochra meridianensis is een eenoogkreeftjessoort uit de familie van de Pseudotachidiidae. De wetenschappelijke naam van de soort is voor het eerst geldig gepubliceerd in 1996 door Willen.